# Mali Lipoglav
Mali Lipoglav este o localitate din comuna Ljubljana, Slovenia, cu o populație de 171 de locuitori.